# Trichopsomyia occidentalis
Trichopsomyia occidentalis är en tvåvingeart som först beskrevs av Townsend 1897.  Trichopsomyia occidentalis ingår i släktet gallblomflugor, och familjen blomflugor. Inga underarter finns listade i Catalogue of Life.